# Sara (Medizinerin)
Sara, auch als Sarah oder als Judenärztin von Würzburg bekannt, war eine jüdische Ärztin, die im frühen 15. Jahrhundert im Hochstift Würzburg tätig war. Sie gehört zu den frühesten namentlich bekannten jüdischen Medizinerinnen im deutschsprachigen Raum.

## Leben
Saras Tätigkeit als Ärztin ist in zwei Regesten aus dem Mai 1419 belegt. Am 2. Mai 1419 erlaubte ihr der Würzburger Fürstbischof Johann II. von Brunn für drei Jahre das Praktizieren in seinem Herrschaftsbereich und setzte sich damit über eine päpstliche Anweisung von 1415 hinweg. Sara erhielt dieses Privileg für eine jährliche Steuer von 10 Gulden zuzüglich des Goldenen Opferpfennigs, der noch einmal zwei Gulden betrug.
In einem Immissionsbrief vom 22. Mai 1419 werden ihr von Domherr und Landrichter Reinhardt von Maßbach die Güter Friedrichs von Riedern aus Lauda übertragen. Vor Gericht wurde sie durch Eberhardt von Wiesenthau vertreten. Bemerkenswert an dieser Urkunde ist, dass der gesamte fränkische Adel, etwa 30 Personen, sie unterzeichnen musste, was für die damalige Zeit ungewöhnlich ist.

## Hintergrund
Durch die Pest gab es im deutschsprachigen Raum vom 14. bis 16. Jahrhundert einen erheblichen Ärztemangel, was fähigen Juden und Frauen die Approbation durch die Obrigkeit erleichterte. Schon der Vorgänger von Johann II., Johann I. von Egloffstein, hatte 1407 den jüdischen Arzt Seligmann aus Mergethheim die Ausübung seiner Tätigkeit erlaubt und nahm wohl dessen Dienste auch selbst in Anspruch.
Johann II. hatte den Juden 1412 einen Freibrief für drei Jahre ausgestellt und erneuerte diesen 1414 für weitere acht Jahre. Nach 1422 änderte er seine Politik, denn durch unglücklich verlaufene Kriegszüge im Gefolge von König Sigismund hatten sich beträchtliche Schulden angehäuft. Er ließ die Würzburger Juden überfallen und erbeutete dabei 60.000 Gulden. Als die Juden anlässlich der Kaiserkrönung 1433 ein Drittel ihres Vermögens als Krönungssteuer abgeben sollten, kamen nur 315 Gulden zusammen.

## Rezeption
Da Sara eine der frühesten namentlich bekannten jüdischen Ärztinnen ist, wird sie in zahlreichen (populären) Büchern erwähnt, wobei die karge Nachrichtenlage teils über Gebühr ausgeschmückt wird. So sprach bereits Ludwig Heffner 1855 von einer sehr reichen Praxis, die den Erwerb der Güter Friedrichs von Riedern ermöglichte. Werner Dettelbacher hingegen geht davon aus, dass Friedrich seine Schulden nicht bezahlen konnte.
In einigen Darstellungen verschmelzen die historischen Personen Seligmann und Sara oder werden miteinander verknüpft. So wird Sara zur Leibärztin von Johann II. oder soll von Seligmann ausgebildet worden sein. Dafür gibt es aber keine Belege. Dettelbacher zeigt, wie auch in vermeintlich seriösen Publikationen Informationen aus zweiter und dritter Hand verwendet werden. Er reagiert 1998 auf einen Aufsatz von Volker Zimmermann aus dem Jahr 1990, dem ein erstmals 1900 veröffentlichtes Buch des Pharmaziehistorikers Hermann Peters als Quelle dient. Peters beruft sich auf Richard Landau 1895 und dieser wiederum auf Meir Wiener 1862. Wiener schlussendlich verwendet den Abdruck der Regesten von Ludwig Heffner 1855 und fasst diese kurz zusammen. Dettelbacher selbst schreibt Saras floriende Praxis allerdings fälschlich Isak Münz 1922 zu, diese Angabe findet sich jedoch bereits 1855 bei Heffner.
Seit Ludwig Heffner hat offenbar niemand die Regesten im Original begutachtet (oder nach weiteren gesucht) und es ist unklar, ob sie den Bombenangriff auf Würzburg am 16. März 1945 überstanden haben.